# Histampica sinica
Histampica sinica är en ormstjärneart som beskrevs av Yin-Xia Liao 2004. Histampica sinica ingår i släktet Histampica och familjen bandormstjärnor. Inga underarter finns listade i Catalogue of Life.